# Paisochelifer callus
Paisochelifer callus es una especie de arácnido del orden Pseudoscorpionida de la familia Cheliferidae.

## Distribución geográfica
Se encuentra en Michigan, Illinois y Maryland en (Estados Unidos).